# Valeriy Luchkevych
Valeriy Ihorovych Luchkevych (en ukrainien : Валерій Ігорович Лучкевич) est un footballeur ukrainien né le 11 janvier 1996 à Zaporijia. Il évolue au poste de milieu de terrain.

## Biographie

### En club
Avec le FK Dnipro, il atteint la finale de la Ligue Europa en 2015, en étant battu par l'équipe espagnole du FC Séville.
Le 30 janvier 2017, Luchkevych signe librement au Standard de Liège. Le 12 mai, il marque son premier but pour le club liégeois à domicile face à Malines lors des Play-Offs II. 

### En équipe nationale
Il participe au championnat d'Europe des moins de 19 ans 2014 organisé en Grèce. Lors de la compétition, il inscrit un but face à l'équipe d'Autriche.
Il dispute ensuite la Coupe du monde des moins de 20 ans 2015 qui se déroule en Nouvelle-Zélande. Lors du mondial, il joue trois matchs, et atteint le stade des huitièmes de finale. Il inscrit un but face à l'équipe de Myanmar lors du premier tour.

## Palmarès
- Finaliste de la Ligue Europa en 2015 avec le FK Dnipro